# Henrik Jermsten
Henrik Per Jermsten, född 17 november 1961, är ett svenskt justitieråd.
Jermsten tog juris kandidatexamen 1991 och förordnades till hovrättsassessor i Svea hovrätt 1996. Han var departementsråd och chef för Justitiedepartementets grundlagsenhet (L6) 1998–2006. 
Henrik Jermsten är ordförande i Granskningsnämnden för radio och TV, ersättare i nämnden för Valmyndigheten, ämnesredaktör för lagsamlingen Karnov och sekreterare i den svenska styrelsen för de nordiska juristmötena 1997–2008.
Henrik Jermsten är sedan 2006 justitieråd i Högsta förvaltningsdomstolen och sedan 2012 avdelningsordförande där.. 
Jermsten har även en musikkarriär bakom sig och är mest känd som medlem i punkbandet Stoodes och en tidig upplaga av glamrockarna Easy Action. 

### Fotnoter
1. ↑  Libris, Kungliga biblioteket, SELIBR-ID: 357618, läst: 9 oktober 2017.[källa från Wikidata]
2. ↑  Libris, Kungliga biblioteket, 7 november 2012, Libris-URI: 20dhptxl1sx8qd3, läst: 24 augusti 2018.[källa från Wikidata]
3. 1 2  Högsta förvaltningsdomstolen. ”Henrik Jermsten”. Läst 2011-03-01.
4. ↑  Justitiedepartementet (30 augusti 2012). ”Nya justitieråd till Högsta förvaltningsdomstolen”. Pressmeddelande.  Läst 12 januari 2013. Arkiverad från originalet den 30 oktober 2012.